# Resolutie 1579 Veiligheidsraad Verenigde Naties
Resolutie 1579 van de Veiligheidsraad van de Verenigde Naties werd unaniem door de VN-Veiligheidsraad aangenomen op 21 december 2004 en verlengde de economische strafmaatregelen tegen Liberia met zes (diamant) tot twaalf (hout) maanden.

## Achtergrond
Na de hoogtijdagen onder het decennialange bestuur van William Tubman, die in 1971 overleed, greep Samuel Doe de macht. Diens dictatoriale regime ontwrichtte de economie en er ontstonden rebellengroepen tegen zijn bewind, waaronder die van de latere president Charles Taylor. In 1989 leidde de situatie tot een burgeroorlog waarin de president vermoord werd. De oorlog bleef nog doorgaan tot 1996. Bij de verkiezingen in 1997 werd Charles Taylor verkozen en in 1999 ontstond opnieuw een burgeroorlog toen hem vijandige rebellengroepen delen van het land overnamen. Pas in 2003 kwam er een staakt-het-vuren en werden VN-troepen gestuurd. Taylor ging in ballingschap en de regering van zijn opvolger werd al snel vervangen door een overgangsregering. In 2005 volgden opnieuw verkiezingen, waarna Ellen Johnson-Sirleaf de nieuwe president werd.

## Inhoud

### Waarnemingen
De Veiligheidsraad erkende het verband tussen de illegale ontginning van grondstoffen als diamant en kaphout, de illegale handel erin en wapenhandel en de conflicten in West-Afrika, en Liberia in het bijzonder. De maatregelen in resolutie 1521 moesten hier paal en perk aan stellen.
Intussen bleven ex-president Charles Taylor en consorten de vrede en stabiliteit in Liberia en regio ondermijnen. Positief was de voltooiing van de demobilisatie en ontwapening van strijders en het respect voor het staakt-het-vuren. Toch had de overgangsregering maar beperkte vooruitgang gemaakt in het verkrijgen van de controle over de houtkapgebieden.

### Handelingen
De Veiligheidsraad besliste:
a. De maatregelen inzake wapens en reizen in resolutie 1521 met 12 maanden te verlengen,
b. De maatregelen inzake kaphout in resolutie 1521 met 12 maanden te verlengen,
c. De maatregelen inzake diamant in resolutie 1521 met 6 maanden te verlengen.
Ook de financiële maatregelen tegen Charles Taylor in resolutie 1532 bleven van kracht.
Het panel van experts, dat de impact van deze maatregelen onderzocht en rapporteerde of Liberia al aan de voorwaarden voldeed om ze op te heffen, werd opnieuw opgericht tot 21 juni 2005.

## Verwante resoluties
- Resolutie 1549 Veiligheidsraad Verenigde Naties
- Resolutie 1561 Veiligheidsraad Verenigde Naties
- Resolutie 1607 Veiligheidsraad Verenigde Naties (2005)
- Resolutie 1626 Veiligheidsraad Verenigde Naties (2005)

Lijst ·  1522 ·  1523 ·  1524 ·  1525 ·  1526 ·  1527 ·  1528 ·  1529 ·  1530 ·  1531 ·  1532 ·  1533 ·  1534 ·  1535 ·  1536 ·  1537 ·  1538 ·  1539 ·  1540 ·  1541 ·  1542 ·  1543 ·  1544 ·  1545 ·  1546 ·  1547 ·  1548 ·  1549 ·  1550 ·  1551 ·  1552 ·  1553 ·  1554 ·  1555 ·  1556 ·  1557 ·  1558 ·  1559 ·  1560 ·  1561 ·  1562 ·  1563 ·  1564 ·  1565 ·  1566 ·  1567 ·  1568 ·  1569 ·  1570 ·  1571 ·  1572 ·  1573 ·  1574 ·  1575 ·  1576 ·  1577 ·  1578 ·  1579 ·  1580